# Individuelle regelmäßige wöchentliche Arbeitszeit
Individuelle regelmäßige wöchentliche Arbeitszeit (IRWAZ) ist die arbeitsvertraglich geschuldete wöchentliche Arbeitszeit. Individuell grenzt die Arbeitszeit von der tariflichen Arbeitszeit ab. Regelmäßig grenzt die Arbeitszeit gegen Zeiten ab, in denen außer der Reihe gearbeitet wird (z. B. Mehrarbeitszeiten).